# バラクーダ (曲)
「バラクーダ」(Barracuda) は、アメリカ合衆国のロック・バンド、ハートが、1977年に3枚目のアルバム『リトル・クイーン (Little Queen)』でリリースした楽曲で、このアルバムからのリード・シングルとなった。この曲は、Billboard Hot 100 で最高11位となった。「バラクーダ」は、2009年にVH1が選んだ「史上最高のハードロック楽曲 (Best Hard Rock Song of All Time)」で34位に入った。
この曲は、コンピレーション・アルバムでは、『Greatest Hits/Live』（1980年）、『These Dreams: Greatest Hits』（1997年）、『Greatest Hits』（1998年）、『The Essential Heart』（2002年）、『Love Alive』（2005年）、『Playlist: The Very Best of Heart』（2008年）、『Strange Euphoria』（2012年）に収録されており、ライブ・アルバムでは、『Rock the House Live!』（1991年）、『The Road Home』（1995年）、『Alive in Seattle』（2003年）、『Live in Atlantic City』（2019年）で取り上げられている。

## 由来

### 歌詞
アン・ウィルソンは、インタビューの中で、この曲の歌詞が、宣伝目的の設定としてアンと妹ナンシーの近親相姦の噂をでっち上げたマッシュルーム・レコードに向けられた、ハートの怒りを表したものだと明らかにしている。特にアンの怒りの焦点があたっているのは、あるラジオ・プロモーターがコンサートの後で彼女の元へやって来て、「恋人」は元気か、と尋ねたことであった。彼女は最初、男が言っているのはボーイフレンドでバンドのマネージャーだったマイケル・フィッシャー (Michael Fisher) のことかと思っていた。男が、妹ナンシーのことだと明らかにした時、アンは激怒し、ホテルの部屋に帰って、最初の歌詞を書き上げた。
音楽プロデューサーのマイク・フリッカーは、加えて、マッシュルーム・レコードとの契約が悪辣なもので、ハートは制作していたアルバム『Magazine』の完成を断念せざるを得ず、レーベル側は非公式盤として販売を強行するなどしたため、新たに設立されたポートレイト・レコードと契約して、新たなアルバム『リトル・クイーン』を制作することになったのだと述べている。フリッカーによれば、「「バラクーダ」という曲はレコード業界のクソみたいなところから着想されたものなんだ。バラクーダとは、地方の宣伝マンでも、レコード会社の社長でも、誰もが当てはまる。それがバラクーダなのさ。この曲は実際の体験から生まれているんだ」という。

### 音楽
ギア・ファクター (Gear Factor) による2019年3月のインタビューの中で、ナンシー・ウィルソンは、「バラクーダ」のギター・リフは、ジョニ・ミッチェルの「ディス・フライト・トゥナイト (This Flight Tonight)」をナザレスがカバーしたバージョンに示唆を得たと述べている。ウィルソンによれば、
私たちはヨーロッパでナザレスの前座をやっていたのよ、あとクイーンのもね。ナザレスにはジョニ・ミッチェルの曲を（1973年に）カバーした「ディス・フライト・トゥナイト」というヒット曲があって、それはこんな感じのリフだったの。
それを、拝借した感じ。そこから「バラクーダ」を作っていったの。後になってナザレスの連中が「俺たちのリフを盗みやがった」って怒ってたけど。

でも、これは誰でもやってることよ、大好きなものから拝借して、自分自身のものにするの。この曲もそうしてできたサウンドのひとつ。ギターの音色にしてもいまだに自分たちが何をやって作ったのかわからないくらい。＜笑＞ 再現するのは難しいのよ。

## 評価
「バラクーダ」は、レビューでヘヴィメタルやハードロックに分類されてきた。この曲はリリースされるや、ハートにとって2曲目のアメリカ合衆国でトップ20入りしたヒットとなり、Billboard Hot 100 で最高11位となり、20週間チャートにとどまった。
『キャッシュボックス』誌は、「アグレッシヴなロックする曲で、きらびやかなプロダクションと、アン・ウィルソンの魅力的なリードボーカルが盛り上げる」と評した。『Record World』誌は、「タフで激しいロックンロールの上にウィルソンの刺激的なボーカルが乗る」と評した。

## 2008年共和党全国大会における使用
「バラクーダ」は、2008年共和党全国大会において、大統領候補ジョン・マケインと組む副大統領候補だったサラ・ペイリンが、高校時代にバスケットボールのスタートとして「サラ・バラクーダ」と渾名されていたとして、彼女への言及としてしばしば使用された（大会後は「サラクーダ (Sarracuda)」とも称されるようになった）。ウィルソン姉妹は、ペイリンの政策に同意できないとして、楽曲の使用を不服とし、マケイン陣営に使用停止を求める文書 (cease-and-desist letter) を送達したが、マケイン陣営の主張はこの曲を合法的に使用する権利を購入していたというものであった。
この曲の共作者のひとりで、リードギターのロジャー・フィッシャーは、シアトルで開催されたトークショーに登場して、共和党全国大会でこの曲が使われたことに興奮したとし、バンドにロイヤルティーが入る上、彼自身が「断固とした」バラク・オバマの支持者であることを公言する好機にもなるからだと述べた。やはり共作者で、レコーディング当時のバンドのドラマーであったマイケル・デロージャー (Michael Derosier) も、共和党全国大会における楽曲の使用を支持した。ナンシー・ウィルソンは、『エンターテインメント・ウィークリー』誌に、「サラ・ペイリンの見解や価値観は、我々アメリカ女性を代表するものではない」とする声明を出したが、マケイン陣営は、その後もこの曲を使用し続けた。

## パーソネル
『リトル・クイーン』のライナーノートによる。
- アン・ウィルソン – リードボーカル
- ナンシー・ウィルソン – アコースティック・ギター
- ロジャー・フィッシャー – リードギター
- ハワード・リース（英語版） – リードギター、メロトロン
- スティーヴ・フォッセン（英語版） – ベース
- マイケル・デロージャー – ドラムス

## チャート
| チャート（1977年）                              | 最高位 |
| ----------------------------------------------- | ------ |
| オーストラリア (ケント・ミュージック・レポート) | 15     |
| オーストリア (Ö3 Austria Top 40)                | 16     |
| ベルギー (Ultratop 50 Flanders)                 | 30     |
| カナダ トップシングルス (RPM)                   | 2      |
| オランダ (Tipparade)                            | 4      |
| オランダ (Single Top 100)                       | 29     |
| ニュージーランド (Recorded Music NZ)            | 37     |
| 南アフリカ共和国 (Springbok Radio)              | 1      |
| スウェーデン (Sverigetopplistan)                | 14     |
| US Billboard Hot 100                            | 11     |
| US Cash Box Top 100                             | 10     |
| 西ドイツ (GfK Entertainment charts)             | 8      |

| チャート（1977年）                              | 順位 |
| ----------------------------------------------- | ---- |
| オーストラリア (ケント・ミュージック・レポート) | 94   |
| カナダ (Canada Top Singles / RPM)               | 37   |
| 南アフリカ共和国 (Springbok Radio)              | 3    |
| US Billboard Hot 100                            | 53   |
| US Cash Box Top 100                             | 71   |
| 西ドイツ (GfK Entertainment charts)             | 46   |

## 認定
| 国/地域                          | 認定   | 認定/売上数 |
| -------------------------------- | ------ | ----------- |
| イギリス (BPI)                   | Silver | 200,000     |
| 認定のみに基づく売上数と再生回数 |        |             |